# Запон
Запон (передник, фартук) — одежда, белого цвета, надеваемая православными священнослужителями поверх обычного полного богослужебного облачения во время освящения храма. Представляет собой подпоясываемый фартук и нарукавники, предназначены для сохранности от возможного пачкания обычного богослужебного облачения.